# Железнодорожный транспорт в Мавритании
Железнодорожный транспорт в Мавритании состоит из одной железнодорожной однопутной линии длиной 704 километра (437 миль) европейской ширины колеи 1435 мм. Она соединяет центр рудодобывающих шахт Мавритании, город Зуэрат с портовым городом Нуадибу. Государственная организация Société Nationale Industrielle et Minière (SNIM) контролирует всю линию.

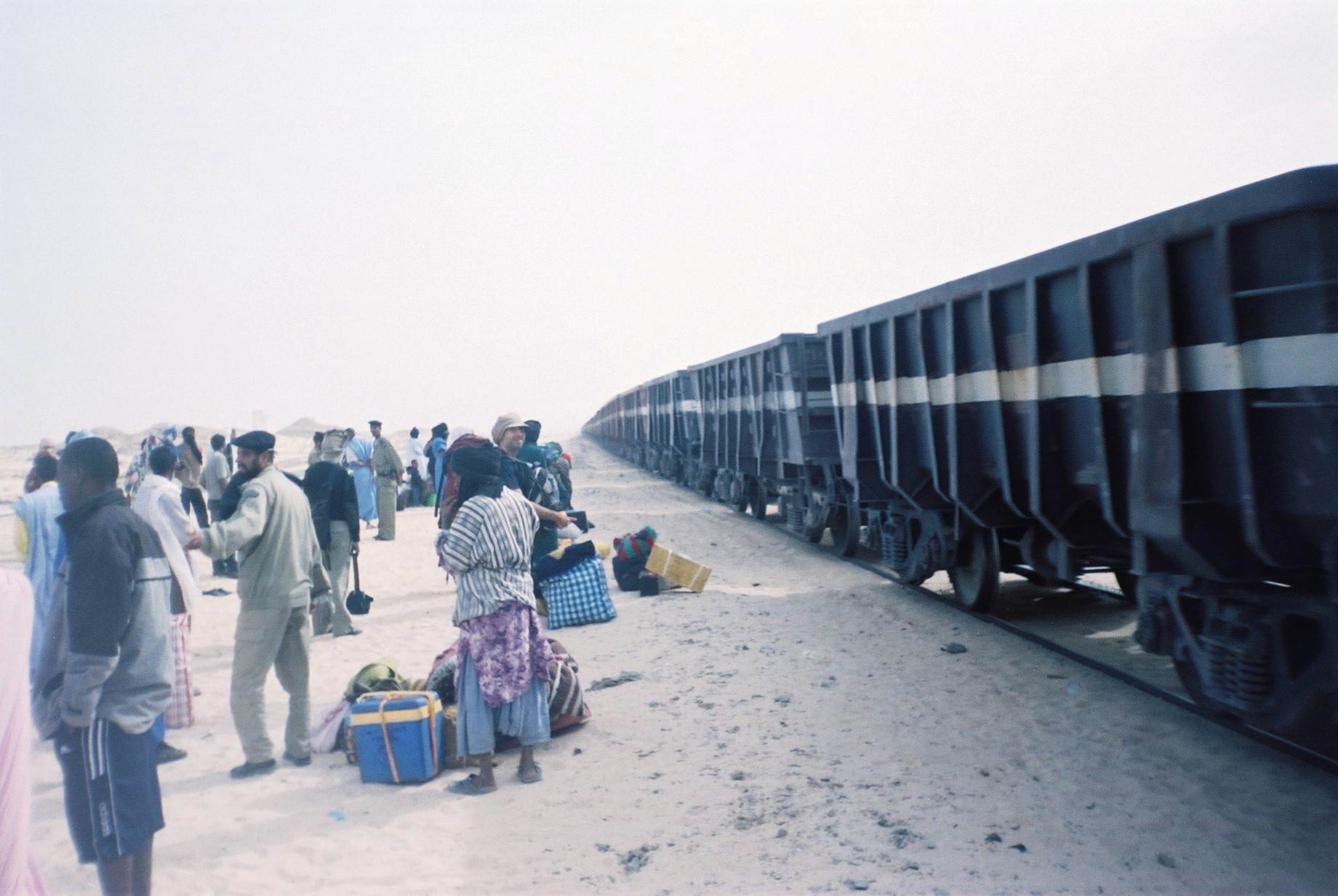
Поезд с рудой на станции Нуадибу

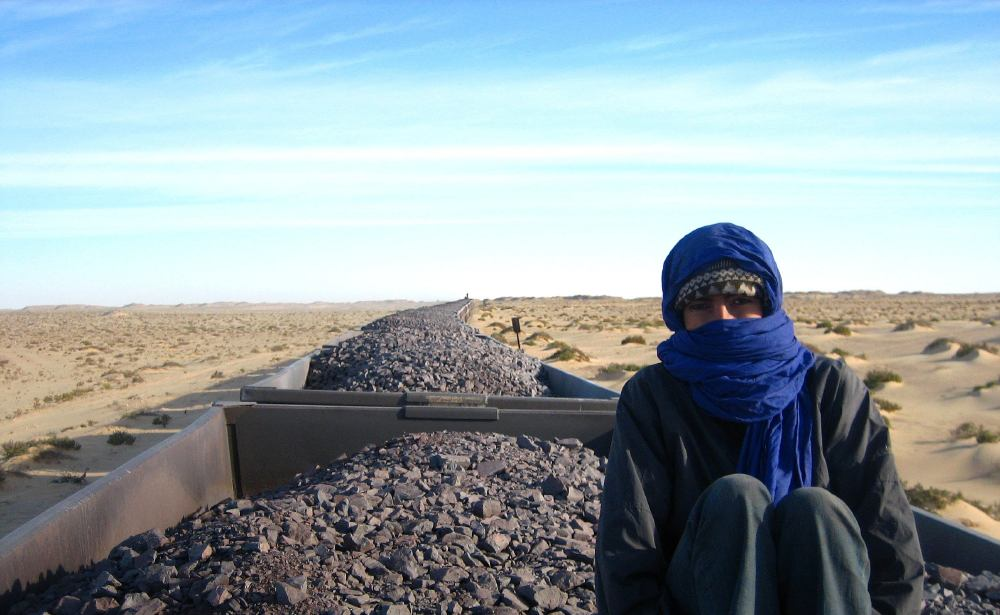
Пассажирка на вагоне с рудой

## История
Планирование и подготовительные работы начались ещё в 1940 году французскими колонистами. Само строительство линии началось в 1960 году, а её открытие состоялось в 1963 году. Возле города Шум мавританская железная дорога первоначально проходила через тоннель длиной 2 км (~1 миля) в отроге плато Адрара — два километра в сплошном граните, чтобы избежать прохождения через территорию Рио-де-Оро в испанской колонии Западной Сахары.  Линия была успешной и обеспечивала значительную часть ВВП Мавритании и в 1974 году была национализирована.
После окончания войны в Западной Сахаре, в 1991 году был построен новый участок железнодорожной линии протяжённостью 13 км (~7 миль) в обход тоннеля через контролируемую Полисарио Свободную зону Рио-де-Оро, что позволило принять решение о закрытии тоннеля Шум.

## Технические характеристики
Длина поездов достигает 2,5 км, что делает их одними из самых длинных и тяжелых в мире. Во главе таких поездов обычно ставят 3-4 тепловоза General Motors 3300HP. Они ведут поезд длиной от 200 до 210 вагонов с 84 тоннами груза на каждом, и некоторое количество вспомогательных вагонов. Средний грузооборот дороги составляет 16,6 миллиона тонн в год.
Дорога уникальна тем, что подвижной состав оснащен автосцепкой СА-3, используемой на территории России и стран бывшего СССР. Этот факт малоизвестен, а за пределами бывшего Советского Союза подобная автосцепка используется лишь в редких странах.
Пассажирские перевозки осуществляются компанией ATTM Society (Société d’assainissement, de travaux, de transport et de maintenance), подконтрольной SNIM. Хотя пассажирские вагоны прицепляют к поездам, нередко пассажиры предпочитают бесплатно ехать снаружи на крышах вагонов или в грузовых вагонах, расположившись прямо на руде. Условия для этих пассажиров невероятно суровые: дневная температура превышает 40 °C, а смерть от падений является обычным делом.

## Железнодорожные связи со смежными странами
- Западная Сахара — да, одинаковая ширина колеи 1435 мм.
- Алжир — нет, одинаковая ширина колеи 1435 мм.
- Мали — нет, изменение ширины колеи с 1435 мм на 1000 мм.
- Сенегал — нет, изменение ширины колеи с 1435 мм на 1000 мм.